# Montouto (Fonsagrada)
Montouto es una aldea española situada en la parroquia de Padrón, del municipio de Fonsagrada, en la provincia de Lugo, Galicia.

## Localización
Está situada en la provincia de Lugo en la comunidad autónoma de Galicia (España) a unos pocos kilómetros de la capital del municipio Fonsagrada. La aldea es una de las más elevadas de la Sierra del Hospital. Se accede a la aldea por la carretera que, saliendo de Fonsagrada, se dirige hacia El Cádavo y Lugo a aproximadamente 9 km de la villa.

## Clima
Al estar situado en una sierra, el clima es de montaña tipo atlántico con transición a un mediterráneo continentalizado, que se caracteriza por inviernos rigurosos y largos y veranos moderadamente secos y templados.

## Etimología
Su nombre parece derivar de "monte oteador" o "monte vigía", ya que se asienta en una posición elevada en las faldas del pico de "Laguna Seca".
La etimología de las aldeas cercanas suele hacer referencia a aspectos físicos como Pedrafitelas (hitos de piedra), Rebolín (robledal pequeño), o Pacios de Rebolín (casonas del robledal).
Se teorizan varios orígenes si bien ninguno esta confirmado y pudiera ser que sea un conjunto de varios de ellos
- Reubicación de los habitantes de un neocastro, origen del Hospital (lugar de cobijo) con cierto aislamiento de los inseguros caminos tras la caída de Roma,  en busca de terrenos con más pastos y con más agua.
- Aldea de los siervos medievales vinculados al regente del Hospital de Montouto.

Con el aumento de la seguridad, el camino de Santiago modificó su trazado de Burón a Fonsagrada. La idea de una reubicación de los habitantes pero conservando el nombre "Los del Montouto" se llevó a cabo para facilitar el acceso al comercio itinerante, esto quedaría consolidado con la reubicación del Hospital en su situación actual, en un punto que da servicio a ambos trazados y justifica la existencia de una "Caixa d'abaixo", quedando el núcleo central de la aldea mejor comunicado con el Hospital al que podrían dar servidumbre.

## Idioma
El idioma gallego es el de uso común a nivel hablado y alternándose con el castellano a nivel escrito. Los hablantes más mayores poseen plena competencia en castellano siendo algunos plenamente bilingües, no ocurre lo mismo con los más jóvenes que muestran mayor diglosia con preferencia hacia el gallego en todos los ámbitos. El monolingüismo castellano es inexistente.
Tanto en gallego como en castellano se da el voseo, así como el uso de un vocabulario arcaizante, expresiones como  "No valer ni un patacón" todavía se registran en el habla cotidiana.
Se nota también una ligera influencia dilectologica asturiana en el vocabulario (carreteira por estrada, xunio por xuño, xulio por Xullo, villar por vila, ermao por hermano pronunciada la primera con una vocalización muy marcada) tanto hablando en gallego como en castellano lo que hace pensar en esta zona como una zona hístorica con uso frecuente de un habla de semitransición, donde el gallego se aceptó como norma culta del lenguaje oral; no obstante estas peculiaridades dialectológicas están en peligro ya que el sistema educativo las ha evitado en los hablantes más jóvenes desde la década de 1980. Parece improbable que la influencia de los asturianismos tengan su origen en el flujo humano provocado por el Camino de Santiago ya que también se dan en núcleos cercanos de población pero relativamente alejados de la ruta jacobea y parecen más justificados en la identficación del continuo lingüístico románico peninsular como un gallego de semitransición. También se dan casos de cambios vocálicos como antroido por entroido (carnaval) comunes en toda la comarca de Fonsagrada así como en la Mariña Lucense.
Se justifica además la presencia de Asturianismos por el hecho de que la comarca de Fonsagrada dependió del obispado de Oviedo y se han evidenciado que los dialectos históricos están vinculados a divisiones eclesiásticas.

## Historia
Montouto es una de las aldeas de más tradición dentro del camino primitivo de la ruta Jacobea, ya que por encima de la población se asentaba el hoy derruido (salvo un pequeño lienzo entre un pinar) Real Hospital de Santiago de Montouto, fundado por Pedro I el cruel en 1360. Fue el más importante hospital de alta montaña de Galicia. Este hospital fue trasladado en 1698 a otra ubicación cercana, dando lugar al Nuevo Hospital de Santiago de Montouto, que se conserva todavía en ruinas y que estuvo en funcionamiento hasta mediados del siglo XX, y al lado del cual existe una capilla de nueva construcción donde se celebra anualmente una romería el día 25 de julio.
La construcción del nuevo Hospital coincide geográficamente con un dolmen, el llamado dolmen de Montouto, y el antiguo no se halla muy lejos del menhir de Pena o Peña Labrada, lo cual refuerza la asociación primitiva del Camino de Santiago con una ruta de peregrinación precristiana.
Todavía conservan una función actual los dólmenes, que es la de servir de hitos para identificar los límites entre las aldeas.
A finales del siglo XX la estación de vigilancia antiincendios ubicada en el pico Muradal fue trasladada a la Sierra del Hospital, al pico de Laguna Seca, pero conservando su nombre de Muradal, por lo actualmente el pico de Laguna seca es más conocido como "Pico Muradal", sobre todo entre la gente joven y de mediana edad, no así entre los más mayores.

## Organización territorial
La aldea se divide en dos partes, Montouto de Abaixo y Montouto de Arriba, si bien se entienden como un único núcleo.

## Demografía
| Gráfica de evolución demográfica de Montouto entre 2000 y 2019 |
|                                                                |
| Datos según el nomenclátor publicado por el INE.               |

## Entorno natural

### Recursos hídricos
El pueblo está situado en una zona de manantiales, generalmente de aguas ferruginosas, si bien las obras realizadas para la mejora de la carretera a finales del siglo XX dieron lugar a la ruptura de varios acuíferos que no fueron arreglados por lo que algunas fuentes secaron, incluyendo algunas bajas en hierros y de mejor calidad mineral.
En la zona cercana a lo que se conoce como "La trinchera", corre el arroyo "Das Romeas", aunque en los veranos secos llega a secar a su paso por Montouto.

### Vegetación
Exceptuando la vegetación de ribera ( en el arroyo Das romeas) casi toda la vegetación boscosa ha desaparecido debido a la búsqueda de pastizales y para huertas; no obstante el abandono rural está llevando a una expansión del monte alto con zarzas y gestas (tojo) en las zonas más de más difícil uso como pastizales.
De forma aislada encontramos diversos árboles entre el que destaca el roble blanco, pero hay también ejemplares de laurel cerezo, tejo y laurel en las partes más bajas de la aldea. 
En las partes altas, se introdujeron por parte de los vecinos un par de ejemplares aislados de eucaliptos a finales del siglo XX.
En las partes más altas de la aldea, en su frontera, en la sierra de Hospital existe un repoblamiento de pinos, existen plantas de arándanos también en las ruinas del Hospital Nuevo.
En cualquier caso la potencial recuperación del bosque atlántico está muy comprometida por la ganadería y por la altura de la aldea.

### Fauna
En la tradición oral se habla de poblamiento de lobos por lo menos hasta mitad del siglo XX, ya no hay constancia de su presencia a partir de último cuarto del siglo XX.
Actualmente los grandes mamíferos salvajes que podemos encontrar, especialmente en las partes altas son corzos y de manera nocturna jabalíes. La raposa es otro de los mamíferos silvestres presentes. Es sencillo ver aves rapaces en el cielo lo que induce a pensar en la existencia de roedores campestres. 
La presencia de la trucha blanca en los arroyos es parte de la tradición oral, pero no hay tampoco evidencias actuales de su persistencia.
Entre los animales domésticos destaca la ganadería vacuna, y la aviar en forma de gallinas. Como animal de compañía se prefería a canes tipo mastín, denominados localmente como can de palleiro; por su multicapacidad como perro de compañía, pastor y de defensa ante bestias del campo. Este ha sido desplazado fuertemente hacia razas más populares hoy como los pastores alemanes.

## Entorno urbano
Las calles de la aldea no reciben nombre; en Montouto de abajo encontramos tres viviendas: Casa de Benedeuto conocida actualmente como Casa Teté, Casa de los Camineros y Casa de Abaixo o Casa Félix.
No hay acometida de obra pública de agua corriente, el agua corriente disponible por los vecinos se basa en la obra privada sobre el uso de los reducidos acuíferos locales tras la rotura y no arreglo de los mismos en la última década del siglo XX con la reconstrucción de la carretera Lugo-Fonsagrada.